# Umbrella for Democratic Change
Umbrella for Democratic Change (UDC; deutsch etwa: „Dachverband für demokratischen Wandel“) ist ein Parteienbündnis in Botswana.  Seit der Parlamentswahl 2024 ist es die stärkste Kraft.

## Geschichte
Durch das in Botswana übliche Mehrheitswahlrecht erhielt die zersplitterte Opposition in allen Wahlen relativ wenige Sitze, während die Botswana Democratic Party (BDP) seit der Unabhängigkeit stets die Regierung stellen konnte. 
Im November 2012 gründete sich das Bündnis „Umbrella for Democratic Change“ (UDC), um bei den Parlamentswahlen im Oktober 2014 die Oppositionsstimmen zu bündeln. Beteiligte Parteien waren: 
- die Botswana National Front (BNF)
- das Botswana Movement for Democracy (BMD; eine Abspaltung der BDP)
- die Botswana People’s Party (BPP)

Zum Vorsitzenden (president) des Bündnisses wurde der in Harvard ausgebildete Rechtsanwalt Duma Boko von der BNF gewählt.
Die drei Parteien hielten zum Zeitpunkt ihrer Gründung zusammen sechs Sitze. Eine weitere Oppositionspartei, die Botswana Congress Party (BCP), blieb selbstständig und stellte eigene Kandidaten auf. Außerdem gab es unabhängige Kandidaten. Vor den Wahlen behauptete der UDC-Vorsitzende, zusammen mit anderen Parteimitgliedern auf einer Todesliste der Regierung zu stehen.
Bei der Parlamentswahl 2014 erhielt der UDC 17 der 57 möglichen Mandate, darunter vier der fünf in der Hauptstadt Gaborone vergebenen Sitze. Er erreichte 30,0 % der Stimmen, die BDP 46,5 %.
2017 schlossen sich nunmehr alle vier Oppositionsparteien erneut zum UDC zusammen. Vom BMD spaltete sich jedoch in der Folge die Alliance for Progressives (AP) mit mehreren Abgeordneten ab. Das BMD wurde Ende 2018 wegen seiner andauernden internen Streitigkeiten aus dem UDC ausgeschlossen.
2019 trat der vormalige Präsident Ian Khama aus der BDP aus. Er unterstützte in der Folge die Gründung der Botswana Patriotic Front (BPF) und empfahl für die Wahl im Oktober 2019 die Wahl eines UDC-Kandidaten in den Wahlkreisen, in denen die BPF nicht antritt. Die UDC erhielt bei der Wahl 15 der 57 Mandate und blieb damit offizielle Oppositionspartei. Boko konnte jedoch seinen Sitz nicht verteidigen und verlor damit sein Amt als Oppositionsführer.
Bei der Parlamentswahl am 30. Oktober 2024 gewann die UDC und stellt seither die Regierung. Der UDC-Vorsitzende Duma Boko wurde am 1. November 2024 zum Staatspräsidenten gewählt.

## Struktur und Politik
Im Wahlkampf 2014 nannte der Policy Director Ndaba Gaolathe fünf Schwerpunkte des UDC:
- der „Bienenstock“ Erziehungswesen
- eine saubere und wirksame Regierungsarbeit
- eine „brummende“ Wirtschaft
- niemand soll ausgeschlossen sein
- sichere und „erfüllte“ Familien[8]

Im Wahlkampf 2024 griff Duma Boko vor allem die Wirtschaftspolitik des damaligen Präsidenten Mokgweetsi Masisi an. Er versprach, binnen fünf Jahren 400.000 Arbeitsplätze zu schaffen und den Mindestlohn zu verdoppeln.